# Instrumentalisme
Het instrumentalisme is de opvatting binnen de wetenschapsfilosofie, dat wetenschappelijke theorieën en begrippen niet zozeer dienen om de realiteit correct weer te geven, maar meer om bepaalde fenomenen correct te verklaren en te voorspellen. Deze opvatting is nauw verwant met het pragmatisme en het behaviorisme.
Volgens veel rechtswetenschappers wordt het Nederlandse overheidsbeleid sinds 1985 gekenmerkt door een toenemend strafrechtelijk instrumentalisme. In dit instrumentalisme wordt volgens A.C. 't Hart en R. Foque "het strafrecht opgevat als een specifiek dwangmiddel, om een bepaald maatschappelijk doel te bereiken; een doel dat, extern aan het strafrecht, politiek bepaald wordt."
Dit instrumentalisme vormt mogelijk een gevaar voor de rechten van het individu tegenover de overheid, omdat deze rechten ondergeschikt worden gemaakt aan het gestelde beleidsdoel. Daarnaast is er het  bezwaar dat de instrumentaliteit (maakbaarheid) via het strafrecht beperkt is, omdat criminaliteit niet op te lossen is via het strafrecht.